# Abfangen von Daten
Das unbefugte Abfangen von Daten ist gemäß § 202b des deutschen Strafgesetzbuches (StGB) ein Vergehen, welches mit Freiheitsstrafe bis zu zwei Jahren oder Geldstrafe bestraft wird.

## Tatbestand
Geschützt sind Daten gemäß (§ 202a Abs. 2) und das Geheimhaltungsinteresse des Verfügungsberechtigten. Zudem ist die nichtöffentliche Übermittlung von Daten geschützt. Entscheidend ist dabei die Art des Übermittlungsvorganges.
Die Tat wird gemäß § 205 StGB auf Antrag verfolgt es sei denn, dass die Strafverfolgungsbehörde wegen des besonderen öffentlichen Interesses an der Strafverfolgung ein Einschreiten von Amts wegen für geboten hält. Der Tatbestand des Abfangens von Daten trat am 11. August 2007 in Kraft.